# Tara van den Bergh
Tara van den Bergh (Amsterdam, 28 december 1978) is een oud-deelneemster van Big Brother 1 (1999) en naaktmodel.
De 20-jarige Tara brak in 1999 een opleiding als politieagente af om deel te nemen aan de allereerste versie van de realitysoap Big Brother. Tara was ook gelijk de allereerste bewoonster ooit die het Big Brother-huis vrijwillig zou verlaten. Slechts 11 dagen was ze binnen, maar zij miste de Amsterdamse humor en het Leidseplein te veel om het nog langer met Ruud, Bart en Sabine uit te kunnen houden. Haar opzienbarende vertrek legde haar geen windeieren want zij werd daarna tweemaal voor een naaktreportage in de Playboy gevraagd.
Na de spraakmakende blootreportages is Tara twee jaar werkzaam geweest als model in bladen als Panorama en Nieuwe Revu. Ze stond zelfs in de Amerikaanse Playboy in de special Playmates of the World, als Playmate van Nederland. Daarna heeft ze drie schoenen- en kledingzaken gehad. Ze kleedde onder andere de mensen van KINK TV en Johnny de Mol.
In 2005 waren de winkels weer verkocht en werd Tara officemanager van een escortservice. Ze ging ook opnieuw als model werken. Ze onderging daarvoor een borstvergroting en verbond haar naam aan een erotische website en een softerotisch blad.